# Малая Вотка
Ма́лая Во́тка — река в Удмуртии, протекает в Воткинском районе республики. Устье реки находится в 25 км по правому берегу реки Сива. Длина реки составляет 28 км, площадь водосборного бассейна 222 км².
Средний уклон реки составляет 2,6 м/км, ширина русла в нижнем течении составляет 5—8 м. Скорость течения составляет 0,6 м/с.
Крупнейший правый приток реки — Ольховка, её устье находится в 5,5 км от устья Малой Вотки. Также справа в неё впадают реки Лынывайка, Болгуринка. Слева в неё впадает река Казанка. Около реки находятся село Кварса.

## Данные водного реестра
По данным государственного водного реестра России относится к Камскому бассейновому округу, водохозяйственный участок реки — Кама от Воткинского гидроузла до Нижнекамского гидроузла, без рек Буй (от истока до Кармановского гидроузла), Иж, Ик и Белая, речной подбассейн реки — бассейны притоков Камы до впадения Белой. Речной бассейн реки — Кама.
По данным геоинформационной системы водохозяйственного районирования территории РФ, подготовленной Федеральным агентством водных ресурсов:
- Код водного объекта в государственном водном реестре — 10010101412111100015663
- Код по гидрологической изученности (ГИ) — 111101566
- Код бассейна — 10.01.01.014
- Номер тома по ГИ — 11
- Выпуск по ГИ — 1